# Palmgrove nationalpark
Palmgrove nationalpark är en nationalpark i Australien.   Den ligger i delstaten Queensland, i den östra delen av landet, 1 100 km norr om huvudstaden Canberra. Palmgrove nationalpark ligger 545 meter över havet.
I omgivningarna runt Palmgrove nationalpark växer huvudsakligen savannskog.